# 210 mm haubica 210/22 Modello 35
Obice da 210/22 modello 35 – włoska haubica z okresu II wojny światowej.
W drugiej połowie 30. XX wieku podjęto decyzję o modernizacji włoskiej ciężkiej artylerii i zastąpieniu użytkowanych wzorów ciężkich dział nowym wzorem armaty kalibru 150 mm i haubicy kalibru 210 mm.
Prototyp haubicy powstał w 1935 w podporządkowanym armii Servizio Tecnici Armi e Municioni. Haubica miała dwuogonowe łoże z czterema kołami (z każdej strony znajdowały się dwa zamocowane do wahliwego wózka). W pozycji bojowej działo było opuszczane na platformę znajdującą się pod łożem, a koła były unoszone. Ogony działa były mocowane do ziemi przy pomocy wbijanych ostrzy. Po ich wyjęciu możliwy był obrót całego działa o 360° (płyta na której spoczywało działo pełniła więc także funkcje obrotnicy).
Produkcję seryjną działa przyjętego do uzbrojenia jako Obice da 210/22 modello 35 miały podjąć zakłady Ansaldo w Pozzuoli. Zgodnie z zamówieniem z 1938 miało powstać co najmniej 346 dział modello 35. Realizacja zamówienia postępowała jednak powoli. W 1942 armia włoska miała na stanie 20 haubic modello 35 (5 we Włoszech, 15 w jednostkach walczących na terenie ZSRR). Tak wolna realizacja zamówienia była spowodowana z jednej strony powolną produkcją, z drugiej eksportem dział tego typu na Węgry. Zakupione przez Węgrów haubice otrzymały oznaczenie 21 cm 39.M. Zmodernizowali oni podwozia zakupionych haubic (wersja 21 cm 40.M), a w 1944 rozpoczęli produkcję zmodyfikowanych dział pod oznaczeniem 21 cm 40a.M.
Po kapitulacji Włoch w 1943 produkcja haubic modello 35 była kontynuowana na potrzeby oddziałów Wehrmachtu stacjonujących we Włoszech. Przyjęły one ją do uzbrojenia pod oznaczeniem 21 cm H 520(i) i używały do zakończenia wojny.
Po wojnie zakłady Ansaldo próbowały kontynuować produkcję dział tego typu, ale wobec nasycenia rynku bronią wyprodukowaną jeszcze podczas wojny nabywców nie udało się zdobyć i produkcję tego modelu zakończono.